# Flindersoplax
Flindersoplax is een geslacht van kreeftachtigen uit de klasse van de Malacostraca (hogere kreeftachtigen).

## Soort
- Flindersoplax vincentiana (Rathbun, 1929)